# Бейнс, Джемма
Джемма Бейнс (англ. Jemma Baines; род. 17 августа 1994) — австралийская модель. В 2010 году в возрасте 16 лет Бейнс выиграла конкурс красоты, проводимый журналом Girlfriend Magazine и была названа журналом Vogue Germany одной из сорока лидирующих моделей сезона Осени/Зимы 2013/2014.

## Ранняя жизнь
Родилась в Аделаиде и выросла в Грейндже,  прибрежном пригороде Аделаиды. Произошла из семьи Жаклин и популярного художника Аделаиды Эндрю Бейнса. Также имеет двух сестёр: Скай и Эмбер. Уже в возрасте двух лет  Джемма поняла, что хочет стать моделью. В одном из интервью The Daily Telegraph она призналась, что «в школе читала журнал Vogue вместо того чтобы делать уроки». Носила брекеты вплоть до конца 2010 года. Посещала St Aloysius College, перед тем как начать карьеру модели.

## Карьера

### 2010—2011
Отец Бейнс посоветовал дочери повременить с карьерой модели до тех пор, пока она не повзрослеет. Тем не менее Бейнс стала финалисткой конкурса моделей Girlfriend Rimmel Model Search в 2010 году в возрасте 15 лет. В ноябре 2010 года участвовала в конкурсе в Simmer On The Bay, в Сиднее и заключила контракт агентствами Chic Model Management в Австралии, а также Next Model Management, агентством с офисами в Европе и Америке. Бейнс позировала для обложки журнала Girlfriend Magazine.
В 2011 году дебютировала на показе мод RAFW, представ там в одежде таких брендов как, Zimmerman, Romance Was Born, Miss Unkon, Christopher Esber и Lover. В начале 2011 года статья о ней появилась в журнале Grazia Australia. Позже позировала для таких брендов и модельеров как, Питер Александер, Russh и для австралийской версии журнала Harper's Bazaar.

### 2012—настоящее
В феврале 2012 года появилась на обложке журнала L’Officiel Singapore, после того, как он был впечатлён фотосессией, проходившей в Гленорчи, в Новой Зеландии. С тех пор она снималась для журналов Request QJ Magazine, Marie Claire Australia, Elle, L’Express Style, Glamour, Oyster, Grazia France и Blugirl.
В сентябре 2014 года участвовала в конкурсе красоты, проводимом журналом Vogue Australia.